# Rudolfínské tabulky

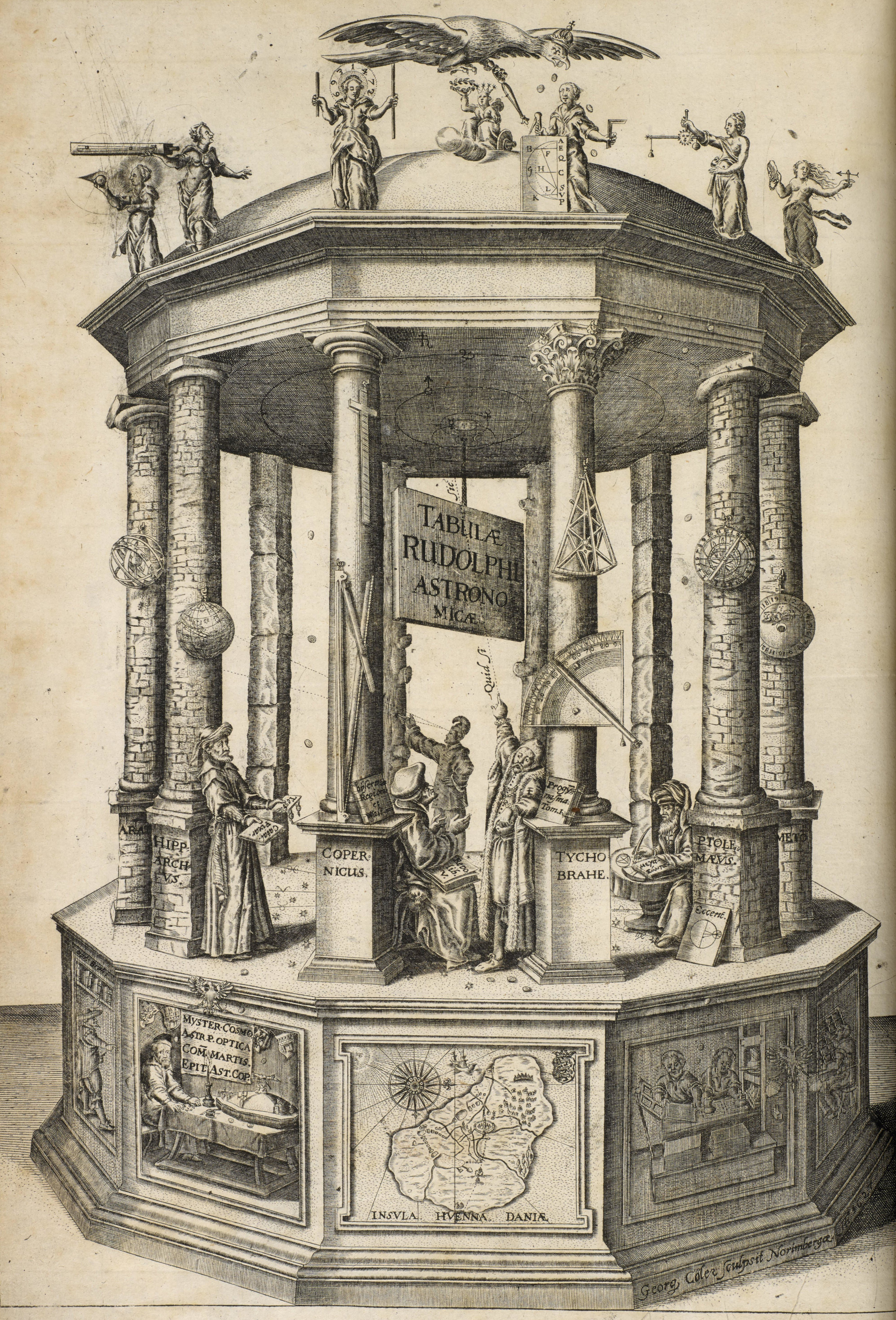
Frontispis Rudolfínských tabulek oslavuje velké astronomy minulosti: Arata, Hipparcha, Koperníka, Ptolemaia, Metóna a nejvýrazněji Tycha Braha (pod jeho stojící postavou je na středovém panelu podstavce znázorněna mapa ostrova Hven, sídla Braheovy observatoře Uranienborg)

Rudolfínské tabulky (latinsky: Tabulae Rudolphinae) zahrnují hvězdný katalog a planetární tabulky, které v roce 1627 publikoval Johannes Kepler na základě dat shromážděných Tychem Brahem (1546–1601). Tabulky nesou jméno na památku Rudolfa II., císaře Svaté říše římské, v jehož službách Brahe i Kepler na tomto díle začali pracovat. Hlavním účelem Rudolfínských tabulek bylo umožnit výpočet poloh tehdy známých planet Sluneční soustavy, a byly podstatně přesnější než předchozí tabulky tohoto druhu.

## Předchozí tabulky
Hvězdné tabulky byly vytvářeny po mnoho staletí a sloužily k určení polohy planet vzhledem k pevným hvězdám (zejména k dvanácti souhvězdím používaným v astrologii) k určitému datu za účelem sestavení horoskopu. Až do konce 16. století byly nejrozšířenější Alfonzínské tabulky, poprvé vytvořené ve 13. století a později pravidelně aktualizované. Tyto tabulky vycházely z Ptolemaiova geocentrického modelu Sluneční soustavy. Ačkoli nebyly příliš přesné, nebyla k dispozici lepší alternativa, a proto se nadále používaly.
V roce 1551, po vydání O obězích nebeských sfér od Mikuláše Koperníka, vytvořil Erasmus Reinhold Prutenské tabulky, které vycházely z heliocentrického modelu Sluneční soustavy, ale nebyly přesnější než tabulky předchozí.

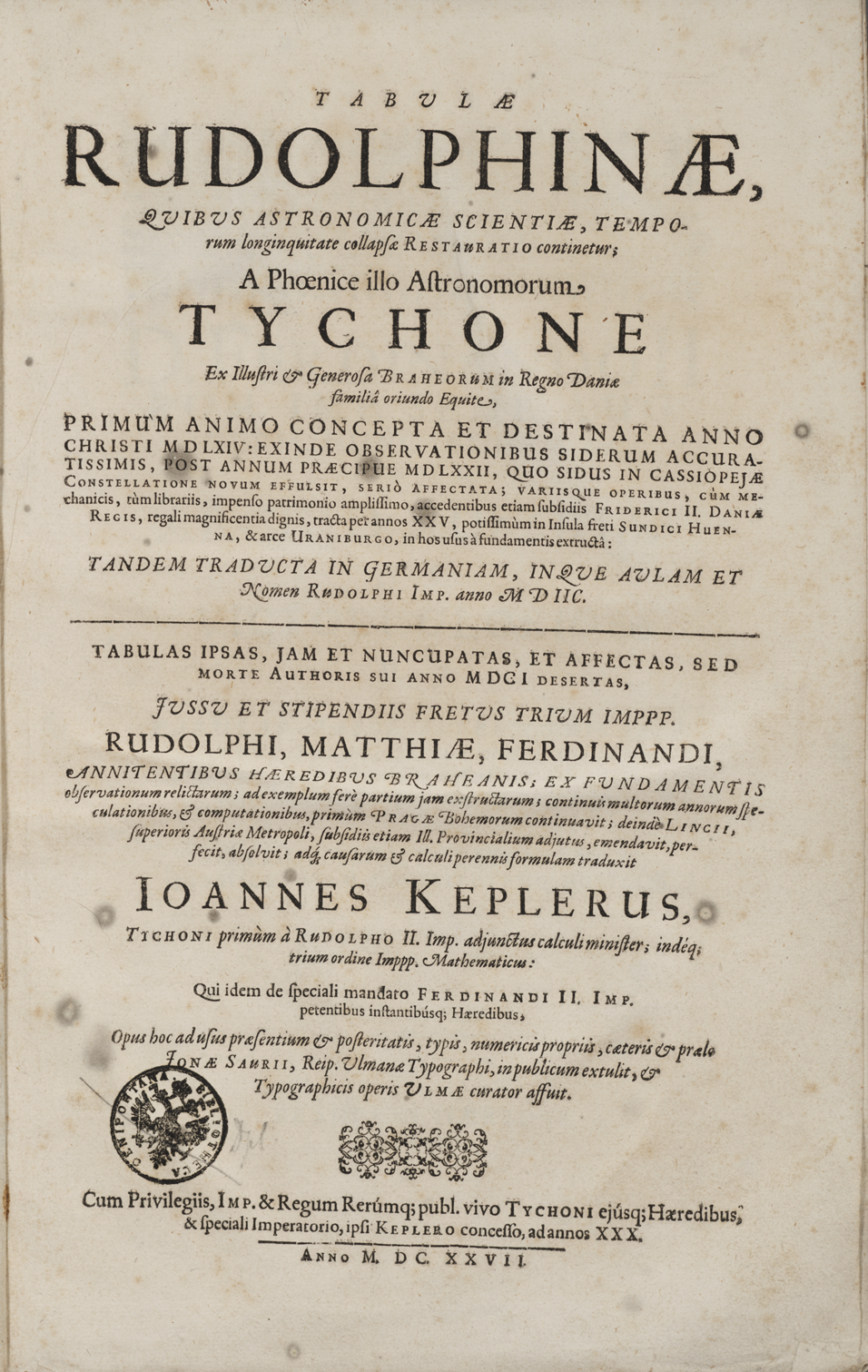
Titulní strana

## Pozorování a úvod
Pozorování, která tvoří základ Rudolfínských tabulek, provedl Tycho Brahe a jeho tým. Braheho měření byla mnohem přesnější než ta, která byla k dispozici dříve. Pracoval s propracovanými přístroji, aby určil přesné polohy planet a hvězd na obloze, ale neměl k dispozici dalekohled.
Brahe byl podporován dánským králem Frederikem II. a v letech 1576–1596 si vybudoval observatoř na ostrově Hven. Po králově smrti se Brahe přestěhoval do Prahy, kde se stal císařským dvorním astronomem císaře Rudolfa II. V roce 1600 se k němu připojil Johannes Kepler a Rudolf jim zadal úkol publikovat tabulky. Zatímco Tycho Brahe zastával geo-heliocentrický model Sluneční soustavy, v němž se Slunce a Měsíc otáčejí kolem Země a planety kolem Slunce, Kepler prosazoval Koperníkovský heliocentrický model.
Když Tycho Brahe v roce 1601 zemřel, Kepler se stal císařským dvorním matematikem. Při studiu Braheho dat objevil tři zákony pohybu planet, které publikoval v letech 1609 a 1619. Císař Rudolf zemřel v roce 1612 a Kepler poté opustil Prahu.

## Složení a vydání
Na vydání Rudolfínských tabulek se čekalo mnoho let – žádosti o jejich zveřejnění dorazily dokonce až z Indie a od jezuitů v Číně. Kromě vnějších překážek se do projektu dlouho nechtěl pustit ani samotný Kepler, neboť šlo o obrovsky náročný podnik, vyžadující nekonečné a úmorné výpočty. V dopise benátskému korespondentovi, který netrpělivě vyzvídal po tabulkách, napsal:
„Prosím vás, přátelé moji, neodsuzujte mě úplně k běhání v matematickém kole otroků, nechte mi trochu času na filozofické úvahy, které jsou mým jediným potěšením.“
Tabulky byly nakonec dokončeny ke konci roku 1623.
Při snaze zajistit financování tisku tabulek se Kepler nejprve pokusil vymoci dlužné částky, které mu měl vyplatit císař Rudolf. Z císařského dvora ve Vídni byl posílán do tří různých měst, kam byl dluh převeden. Po roce cestování se mu nakonec podařilo získat 2 000 zlatých (z celkového dluhu 6 299), což stačilo na zakoupení papíru. Náklady na tisk uhradil Kepler ze svého. Původně se mělo tisknout v Linci, kde tehdy žil, ale kvůli chaosu třicetileté války (nejprve obsazení města vojáky, následně obléhání vzbouřenými sedláky, při němž málem shořel rukopis) město opustil. Začal znovu v Ulmu. Po četných sporech s tiskařem Jonasem Saurem byla první edice o tisíci výtiscích dokončena v září 1627 – právě včas na každoroční knižní trh na frankfurtském veletrhu.
Během vydávání Rudolfínských tabulek musel Kepler zároveň čelit nátlaku četných Braheových příbuzných, kteří se opakovaně snažili získat kontrolu nad Braheho pozorováními a zisky z publikace tabulek.
Tycho Brahe původně zamýšlel věnovat tabulky císaři Rudolfu II., ale protože v době vydání v roce 1627 už byl Rudolf 15 let po smrti, byly tabulky nakonec věnovány císaři Ferdinandovi II., přesto však nesou jméno Rudolfa II.

## Obsah

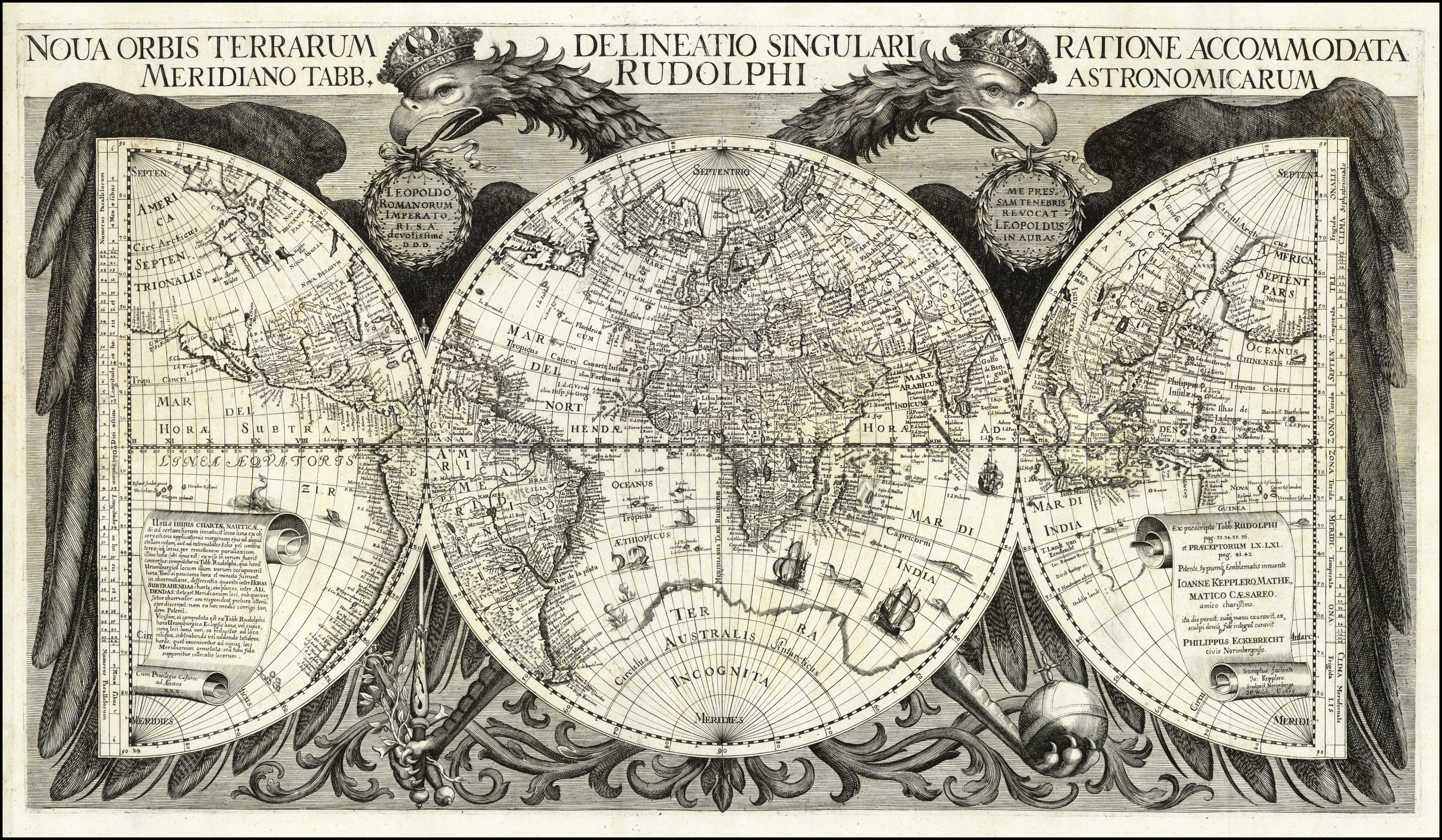
Mapa světa z Rudolfínských tabulek

Kniha, napsaná v latině, obsahuje tabulky poloh 1 005 hvězd změřených Tychem Brahem a více než 400 hvězd podle Ptolemaia a Johanna Bayera, spolu s návody a tabulkami pro určení polohy Měsíce a planet Sluneční soustavy. Součástí jsou také funkční tabulky logaritmů (užitečný výpočetní nástroj popsaný v roce 1614 Johnem Napierem) a antilogaritmů, a názorné příklady pro výpočet poloh planet.
U většiny hvězd byly tyto tabulky přesné na jednu úhlovou minutu, a zahrnovaly i korekční faktory pro atmosférickou refrakci.
Součástí díla byla také mapa světa. Na svitku v levém dolním rohu mapy jsou uvedeny pokyny k použití mapy a k výpočtu zeměpisné délky pomocí měření měsíční vzdálenosti: uvádí se, že pozorováním okraje Měsíce vůči známé hvězdě nebo při zatmění Měsíce je možné spočítat zeměpisnou délku daného místa porovnáním místního času s časem uvedeným v tabulkách.
Za tímto účelem Kepler potřeboval co nejaktuálnější mapu a je pozoruhodné, že je jednou z prvních, která zobrazuje nizozemská objevení západního pobřeží Austrálie – Eendrachtsland a Dedelsland. Tato data pravděpodobně pocházela z mapy Nova Totius Terrarum Orbis Geographica ac Hydrographica Tabula od Jodoca Hondia II., vydané v Amsterdamu v roce 1625. Hondius čerpal své znalosti o Austrálii z nevydané mapy Indického oceánu z roku 1622, kterou vytvořil Hessel Gerritz. Časová stupnice podél rovníku na Keplerově mapě ukazuje, kolik hodin se má přičíst nebo odečíst při určování délky (jedna hodina odpovídá 15 stupňům zeměpisné délky).

## Použití tabulek
Tabulky byly natolik přesné, že umožnily předpovědět přechod Merkuru, který v roce 1631 pozoroval Pierre Gassendi, a přechod Venuše, který v roce 1639 pozoroval Jeremiah Horrocks.
Adam Schall von Bell, jezuita v Číně, využil tyto tabulky při reformě čínského kalendáře v roce 1635.